# Virgilio Fernández
Virgilio Fernández (Venezuela - Caracas, Venezuela, 27 de noviembre de 1992) fue un periodista venezolano. Fernández fue asesinado mientras cubría los hechos del golpe de Estado del 27 de noviembre de 1992.

## Biografía
Virgilio Fernández era huérfano y residía en El Cafetal con sus dos hermanos en la casa familiar. De su crianza se encargo Luis Manuel Peñalver, quien era un viejo amigo de la familia. Virgilio Fernández era militante de Acción Democrática. Trabajó en el El Nacional y después se fue al diario El Universal como redactor en la sección de política. Tenía 31 años el 27 de noviembre de 1992, cuando se encontraba cubriendo el segundo intento de golpe de Estado de Venezuela de 1992 contra Carlos Andrés Pérez junto a la reportera Carmen Carrillo desde un Ford Zephyr con identificación de El Universal. Se detuvieron cerca de la base del aeropuerto de La Carlota para que Carrillo fotografiara un carro tiroteado y una motocicleta abandonados al borde de la vía. Desde la ventana del edificio administrativo de La Carlota un soldado les disparó con una ametralladora, diciéndoles que se fueran. Carrillo y Fernández fueron alcanzados por una bala.
Virgilio Fernández fue llevado a una clínica, donde falleció poco después. El 6 de diciembre se presentó una denuncia penal ante la Fiscalía General de la República y el 5 de enero de 1993 el caso se trasladó a los tribunales militares. El asesinato de Virgilio Fernández quedó impune.